# Sigalphus bicolor
Sigalphus bicolor är en stekelart som först beskrevs av Cresson 1880.  Sigalphus bicolor ingår i släktet Sigalphus och familjen bracksteklar. Inga underarter finns listade i Catalogue of Life.